# جنر ۵۱۶۸
سیارک ۵۱۶۸ (به انگلیسی: 5168 Jenner، نامگذاری:1986EJ) پنج هزار و صد و شصت و هشتمین سیارک کشف شده‌است که در ۶ مارس ۱۹۸۶ کشف شد.
قدر مطلق سیارک برابر ۱۳٫۰۰ است.